# إجلال (اسم)
إِجْلَال هو اسم علم مذكر ومؤنث من أصل عربي، ومعناه هو تنزيه وتعظيم.